# القود (عبس)

تعديل مصدري - تعديل

القود هي إحدى قرى عزلة البتارية بمديرية عبس التابعة لمحافظة حجة، بلغ تعداد سكانها 156 نسمة حسب تعداد اليمن لعام 2004.